# جبن بياز
جبن بياز جبن مالح يُنتج من حليب الأغنام أو البقر أو الماعز غير المبستر. يتميز الجبن بمظهر محبحب قليلاً ويشبه جبنة الليقَوَان والفيتا والسيرينة وغيرها من أجبان البلقان البيضاء. يضاف المنفحة النباتية إلى حليب الأغنام لتعمل عمل عامل تخثر. ما إن تُنتج الخثارة يجري ضغطها وتقطيعها وتصفيتها قبل تقطيعها إلى كتل مملحة ووضعها في محلول ملحي لمدة ستة أشهر تقريبًا.
تُنتج جبنة بياز في مجموعة متنوعة من الأنماط فمنها من ينتج بدءًا من خثارة الجبن غير الناضجة ومنها من الناضجة القوية. تؤكل جزءً من الإفطار التركي المعهود، وتستخدم في السلطات وتُضاف في الأطعمة المطبوخة مثل المنمن البُرَك الغزلمة والخبز المشروح.